# Ракловиці
Ракловиці (пол. Rakłowice, нім. Rackelsdorf) — село в Польщі, у гміні Цешкув Мілицького повіту Нижньосілезького воєводства.
Населення — 143 особи (2011).
У 1975-1998 роках село належало до Вроцлавського воєводства.

## Демографія
Демографічна структура станом на 31 березня 2011 року:
|          | Загалом | Допрацездатний вік | Працездатний вік | Постпрацездатний вік |
| -------- | ------- | ------------------ | ---------------- | -------------------- |
| Чоловіки | 80      | 21                 | 49               | 10                   |
| Жінки    | 63      | 8                  | 38               | 17                   |
| Разом    | 143     | 29                 | 87               | 27                   |